# (625) Xenia
(625) Xenia (1907 XN) est un astéroïde de la ceinture principale découvert le 11 février 1907 par August Kopff à Heidelberg.

## Nom
L'objet a probablement été nommé d'après le prénom Xénia, inspiré par la désignation provisoire.